# Arturo Villasanti
Arturo Rafael Villasanti (Asunción, Paraguay, 13 de mayo de 1985) es un entrenador de fútbol paraguayo y ex futbolista profesional. Desde el 2023, dirige el plantel principal del Club Atlético Tembetary, que milita en la división Intermedia desde el 2024, luego de consagrarse campeones en la Primera División B en el año anterior.

## Clubes
| Club                     | País      | Año       |
| ------------------------ | --------- | --------- |
| Fernando de la Mora      | Paraguay  | 2006-2007 |
| Silvio Pettirossi        | Paraguay  | 2008      |
| Boca Unidos              | Argentina | 2008      |
| Deportes Iquique         | Chile     | 2009      |
| Boca Unidos              | Argentina | 2009-2010 |
| Central Norte            | Argentina | 2010-2011 |
| Defensores de Belgrano   | Argentina | 2011-2012 |
| Sportivo Belgrano        | Argentina | 2012-2014 |
| Club Sportivo Patria     | Argentina | 2014-2015 |
| Sol de América (Formosa) | Argentina | 2016-Act. |

Fuente: